# Осириа (станция)
Станция Осириа (кор. 오시리아역 Осириаёк) — железнодорожная станция Корейской национальной железнодорожной корпорации на линии Тонхэсон. Расположена в Тансари уездного города Киджан уезда Киджан города-метрополии Пусан, Республика Корея. Станция открыта 30 декабря 2016 года. Название станции происходит от названия Восточно-пусанского туристического комплекса «Осириа», который находится недалеко от станции.